# Амбар
Амбар или житница је грађевина чије ја основна намена складиштење жита или сточне хране. Најчешће се гради с улазом на већој висини како би се спречио приступ мишевима и другим животињама штеточинама. Амбари су карактеристични за пољопривредна подручја и сеоска газдинства.

## Порекло
Од давнина се жито складиштило на велико. Најстарије пронађене житнице датирају из 9500. године п. н. е. и налазе се у насељима пре грнчарског неолита А у долини Јордана. Први су се налазили на местима између других зграда. Међутим, почевши око 8500. године пре нове ере, премештани су у куће, а до 7500. године пре нове ере складиштење се обављало у посебним просторијама. Први амбари су споља били величине 3 x 3 м и имали су издигнуте подове који су штитили жито од глодара и инсеката и омогућавали циркулацију ваздуха.
Овим амбарима су следили они у Мергару у долини Инда из 6000. године пре нове ере. Древни Египћани су имали праксу чувања житарица у годинама изобиља за употребу у годинама оскудице. Пошто је клима у Египту била веома сува, жито је могло да се чува у јамама дуго времена без видљивог губитка квалитета.
Историјски гледано, силос је био јама за складиштење жита. Разликује се од амгара, који је надземна структура.

## Источна Азија
Једноставне житнице подигнуте на четири или више стубова појавиле су се у култури Јангшао у Кини и након почетка интензивне пољопривреде на Корејском полуострву током мамунског периода грнчарије (око 1000. п. н. е.), као и на јапанском архипелагу током краја џомонског / раног јавојског периода (око 800. п. н. е.). У археолошком народном говору североисточне Азије, ове карактеристике су спојене са онима које су можда такође функционисале као резиденције и заједно се називају „зграде са подигнутим подом“.
Кина је изградила разрађен систем дизајниран да се смањи смртност од глади. Систем је уништен у Тајпиншкој побуни током 1850-их.

## Југоисточна Азија
У народној архитектури Индонежанског архипелага, житнице су прављене од дрвета и бамбуса, а већина их је подигнута на четири или више стубова како би се избегли глодари и инсекти. Примери индонежанских стилова житница су сундански леуит и минаншки рангкијанг.

## Велика Британија
У Јужном Хамсу на југозападу Велике Британије, мали амбари су саграђени на постољима у облику печурке. Саграђени су од дрвене грађе и често имају кровоме од шкриљаца. Већи амбари су слични линијима, али са горњим ограђеним спратом. Приступ првом спрату је обично преко камених степенима на спољашњем зиду.
Крајем 19. века, складишта специјално намењена за чување житарица су почела да се шире Великом Британијом. Било је великих климатских проблема у начину чувања житарица у Великој Британији, али ове потешкоће су углавном превазиђене.

## Модерни амбари
Савремене операције производње житарица често користе индустријске челичне житнице за складиштење житарица на лицу места док се не могу транспортовати камионима до главних складишта у очекивању отпреме. Велики механизовани објекти, посебно виђени у Русији и Северној Америци, познати су као елеватори за жито.

## Контрола влаге
Зрно се мора држати подаље од влаге што је дуже могуће да би се очувало у добром стању и спречио раст буђи. Ново пожњевено зрно унесено у житницу има тенденцију да садржи вишак влаге, што подстиче раст буђи, те доводи до ферментације и загревања, оба од којих су непожељни и негативно утиче на квалитет. Ферментација генерално квари зрно и може изазвати хемијске промене које стварају отровне микотоксине.
Традиционални лек је да се зрно распореди у танким слојевима по поду, где се окреће да би се темељно проветравало. Када се зрно довољно осуши, може се пренети у житницу за складиштење. Данас се то може урадити помоћу механичког житног пужног преносила за померање зрна из једне житнице у другу.
У савременим силосима, зрно се обично присилно проветрава на лицу места или циркулише кроз спољну опрему за сушење зрна.

## Галерија
- Житница у Кашану, Иран.
- Житница у Веркивнији, Украјина. Саграђена 1913. године.
- Велика житница у Бидгошчу, Пољска, на реци Брда.
- Дрвене житнице локалног музеја у Исалмију, Финска.
- Вишеспратна житница са тремом, изграђена 1835. године, Кисобор, Мађарска.
- Порт Пери, млин и елеватор за жито у Онтарију, житница око 1930, изграђена 1873.
- Модерне челичне житнице у Сједињеним Државама.
- Житница која почива на каменој основи, у Музеју руралног живота у Сомерсету[18][19][20]
- Два рангкјанга на фотографији из око 1895. житница пиринча у архитектонском стилу Минангкабау у Батипуху на висоравни Паданг, Суматра[21]
- Житница периода меиџи, Сетагаја, Токио